# Алонсо, Чело
Чело Алонсо (исп. Chelo Alonso; 10 апреля 1933 — 20 февраля 2019) — кубинская актриса, впоследствии стала сниматься в итальянском кино, и в конечном итоге в 1960-е годы стала секс-символом в США, где была хорошо известна по ролям роковых женщин, пылающих страстью, а также благодаря исполнению чувственных танцевальных номеров.

## Биография
Чело Алонсо (урождённая Изабелла Гарсия) родилась в городе Камагуэй, на Кубе, от отца-кубинца и матери-мексиканки. Добилась признания на родине благодаря танцевальным способностям, став сенсацией Кубинского Национального театра в Гаване.
Вскоре после этого заявила о себе как о новом экзотическом танцевальном таланте в Фоли-Бержер в Париже. Её быстро окрестили «новой Жозефиной Бейкер», которая также выступала и прославилась в Фоли. Её также называли «Кубинской водородной бомбой». В танце она смешивала афро-кубинские ритмы своей родины с приёмами стриптиза.
В качестве киноактрисы Алонсо впервые была замечена на международном уровне после появления в фильме 1959 года Знак гладиатора, где её партнёрами по съёмочной площадке были Анита Экберг и Жорж Маршаль. Благодаря эпизоду с эротическим танцевальным номером, её фото и имя на киноафишах оказались самыми заметными, к большому разочарованию Экберг.
В большинстве своём, картины с участием Алонсо — это приключенческие фильмы в стиле Геркулеса со Стивом Ривзом. Этот фильм вызвал целую волну подражаний, для которых требовался экзотический талант, и тёмная красота Алонсо пришлась как нельзя кстати; она даже снялась с самим Стивом Ривзом в пеплуме Голиаф и Варвары (1959) и в костюмной приключенческой ленте Пират Морган (1960). Роль в Голиафе и Варварах принесла Алонсо премию в номинации «Актриса — открытие в итальянском кинематографе».
После фильма Пустынная война (1962) Алонсо на время оставила кинематограф и переключилась на телевидение. Следующей её ролью на «большом экране» стало, будто ироническое, короткое и бессловесное появление в спагетти-вестерне Сержио Леоне Хороший, плохой, злой. И по иронии же именно эта её роль стала самой известной в мире.
В 1961 году Алонсо вышла замуж за Альдо Помилью, менеджера по производству и продюсера многих фильмов с её участием. От него родила одного сына, Альдино Помилью.
После смерти мужа Алонсо переехала в город Сиена в Тоскане, Италия. Она оставила кино и занялась племенным разведением кошек, а также держала четырёхзвёздочный отель.
Ушла из жизни 20 февраля 2019 года.

## Фильмография
| Год  | Название                                                           | Роль                            |
| ---- | ------------------------------------------------------------------ | ------------------------------- |
| 1959 | Guardatele ma non toccatele                                        | Пепита Гарсия                   |
| 1959 | Nel Segno di Roma (Sign of the Gladiator)                          | Эрика                           |
| 1959 | Tunis Top Secret                                                   | Шеразад/Сорайя                  |
| 1959 | Il terrore dei barbari (Goliath and the Barbarians)                | Ланда                           |
| 1959 | La scimitarra del Saraceno (The Pirate and the Slave Girl)         | Принцесса Мириам                |
| 1959 | I Reali di Francia (Attack of the Moors)                           | Сулейма                         |
| 1960 | Il terrore della maschera rossa (Terror of the Red Mask)           | Карима                          |
| 1960 | La strada dei giganti (Road of the Giants)                         | Стелла фон Крюгер               |
| 1960 | La regina dei tartari (The Huns)                                   | Таня, королева Тартара          |
| 1960 | Пират Морган (Morgan, the Pirate)                                  | Консепсьон                      |
| 1960 | Maciste nella Valle dei Re (it) (Son of Samson)                    | Королева Смедес                 |
| 1960 | Le signore                                                         | Розария                         |
| 1960 | Gastone (it)                                                       | Карменсита                      |
| 1961 | Maciste nella terra dei ciclopi (Atlas Against the Cyclops)        | Капис                           |
| 1961 | La ragazza sotto il lenzuolo (it) (Girl Under the Sheet)           | Мария Селесте Кортез Арагонская |
| 1962 | Quattro notti con Alba (Desert War)                                | Альба Петти                     |
| 1966 | Хороший, плохой, злой (The Good, the Bad and the Ugly)             | Жена Стивенса                   |
| 1968 | Corri uomo corri (Run, Man, Run)                                   | Долорес                         |
| 1969 | La notte dei serpenti (de) (Night of the Serpent / Nest of Vipers) | Долорес                         |